# Lottatraditionsförbundet i Finland
Lottatraditionsförbundet i Finland (finska: Suomen lottaperinneliitto) är en finländsk organisation som grundades 1992 i Helsingfors med syfte att upprätthålla de ideal som åren 1921–1944 omhuldades av Lotta Svärd-organisationens medlemmar. 
Under 1960- och 1970-talen var synen på lottorna i Finland av politiska skäl mycket negativ. Senare kom dock lottorna och deras verksamhet att uppskattas allt mer, även av statsmakten. Sovjetunionens sönderfall i början av 1990-talet och en nytolkning av fredsfördraget i Paris gjorde det möjligt att "rehabilitera" dem, vilket ledde till bildandet av Lottatraditionsförbundet.